# Brute Force
Brute Force er en amerikansk stumfilm fra 1914 af D. W. Griffith.

## Medvirkende
- Robert Harron som Harry Faulkner
- Mae Marsh som Mayhew / Lily White
- William J. Butler
- Wilfred Lucas
- Edwin Curglot